# Nürnberger Flugdienst
Der Nürnberger Flugdienst (NFD) war eine in Nürnberg beheimatete Regionalfluggesellschaft, die im Jahr 1974 von Hans Rudolf Wöhrl gegründet wurde.

## Geschichte
Wöhrl, der bereits seit den 1960er Jahren selbst privat flog, begann den Flugbetrieb 1975 mit einer Piper Seneca, der mehrere Cessna 414 folgten. Die Gesellschaft wurde nach zwei Unfällen 1977 im Sommer 1979 neu aufgestellt und zwei King Air 200 angeschafft, so dass nicht nur Lufttaxidienste, sondern u. a. auch Ambulanz- und Frachtflüge angeboten werden konnten. Im Frühjahr 1980 beantragte man eine Linienfluglizenz; man durfte allerdings nur Bedarfsluftverkehr zu festen Abflugzeiten zwischen Nürnberg und Paris Le Bourget zweimal täglich durchführen. Es entstand die European Regional Airlines Association ERA u. a. mit den Mitgliedern NFD, Crossair und Tyrolean Airways. Der NFD schaffte 1981 zwei Metroliner II an und flog nunmehr Charles de Gaulle an. Weitere Ziele wurden u. a. Hannover, Saarbrücken und Mailand Linate. Ende 1982 wurden 3 Metroliner III bestellt sowie ein Wartungsbetrieb übernommen. Unter den Charterkunden des NFD befand sich auch der bayerische Ministerpräsident Franz Josef Strauß.
Im Jahr 1985 erhielt die Gesellschaft den Zuschlag für die Oberfranken-Strecke Hof – Bayreuth – Frankfurt, auf der man eine Dornier 228 einsetzte. Nachdem Frankreich den Bedarfsluftverkehr zu festen Abflugzeiten durch den NFD nicht mehr hinnehmen wollte, wurde der NFD durch Verkehrsminister Werner Dollinger 1985 zur zweiten deutschen Linienfluggesellschaft nach der Lufthansa bestimmt. Die mittlerweile neun Metroliner konnten die Nachfrage nicht mehr decken und in einer Käufergemeinschaft mit der Reise- und Industrieflug RFG entschied man sich für die neue ATR 42, später auch die ATR 72. In der Folge des Absturzes von Nürnberger-Flugdienst-Flug 108 im Februar 1988 wurden alle Metroliner abgegeben und der NFD in die NFD Luftverkehrs AG umgewandelt. Im Jahr 1989 übernahm die britische Air Europe 49 % der Anteile, 26,1 % wurden von der Karstadt AG gehalten. Ab Herbst 1989 wurden auch Boeing 757 der Air Europe betrieben und Charterflüge für Touristik-Anbieter durchgeführt. Nach dem Konkurs der Air Europe im März 1991 konnten deren Anteile vom NFD-Management zurückgekauft werden. Die RFG übernahm Anfang 1992 alle Anteile am NFD, die im Jahr darauf in der Eurowings aufgingen.

## Ehemalige Strecken (1985)
- Nürnberg nach (und zurück): Bremen, Hannover, Amsterdam, Paris CDG, Nizza, Mailand Linate
- Hannover nach (und zurück): Amsterdam, Brüssel
- Münster nach (und zurück): Amsterdam, Frankfurt am Main

## Flotte

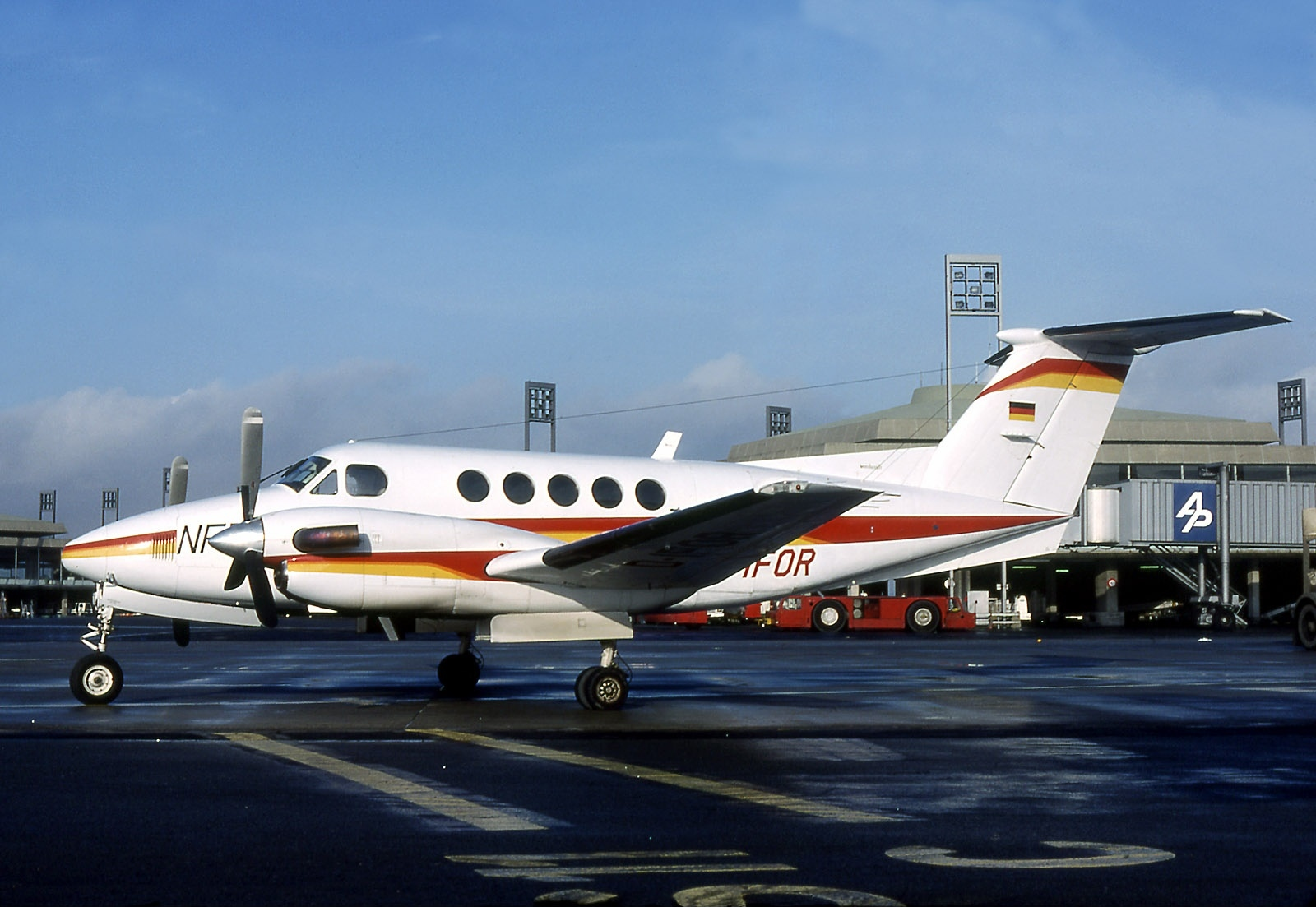
Beech 200 Super King Air
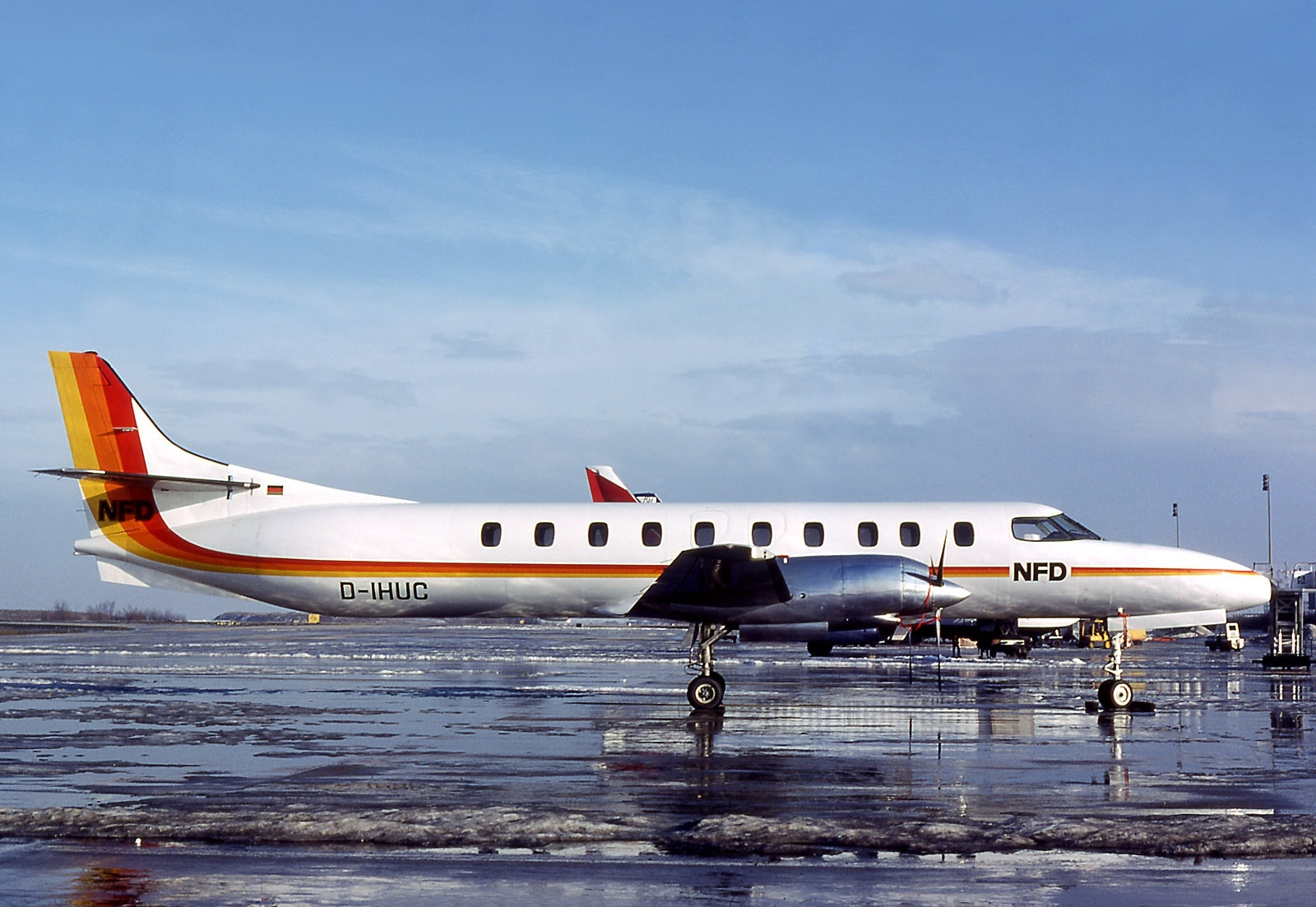
Metroliner
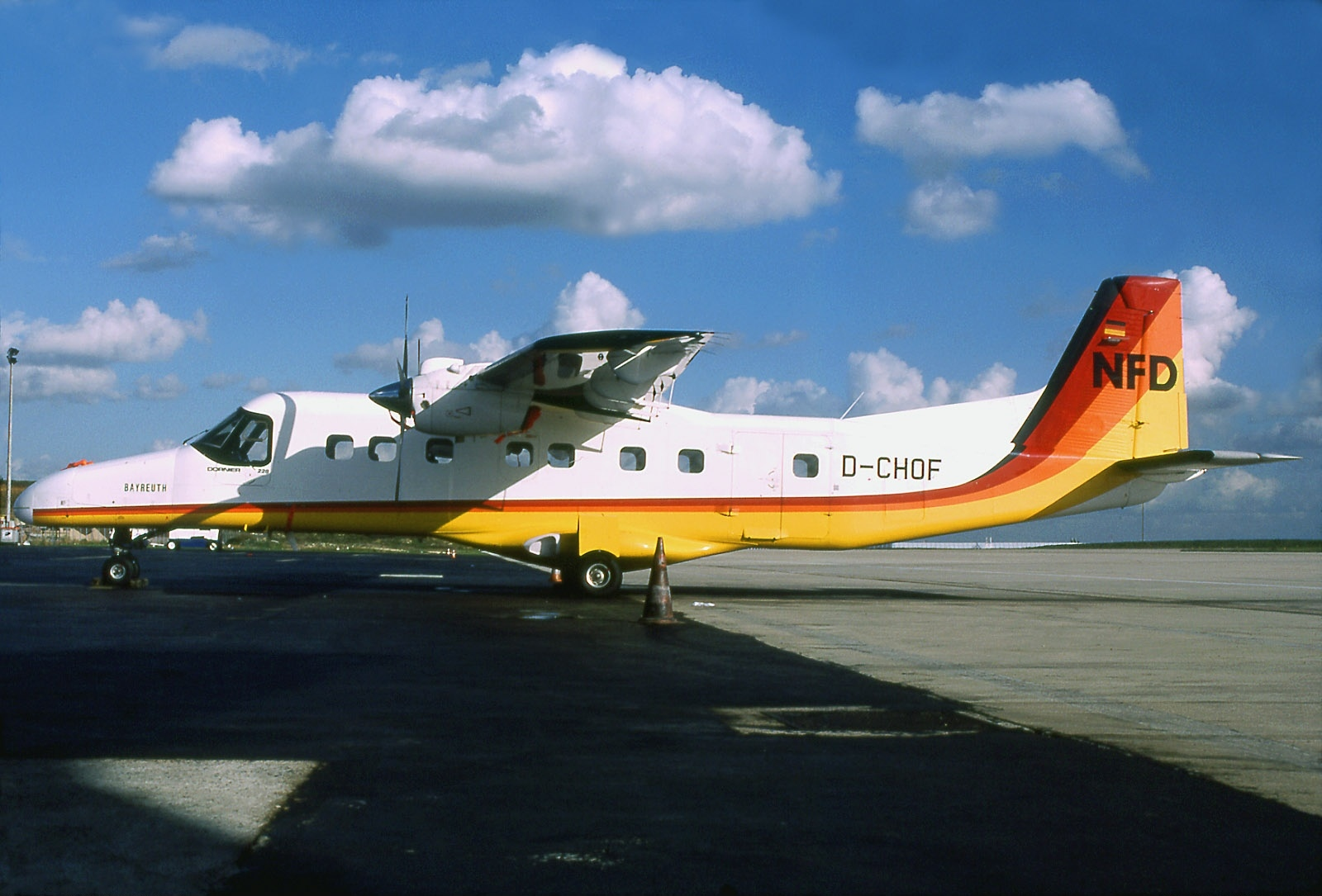
Dornier 228
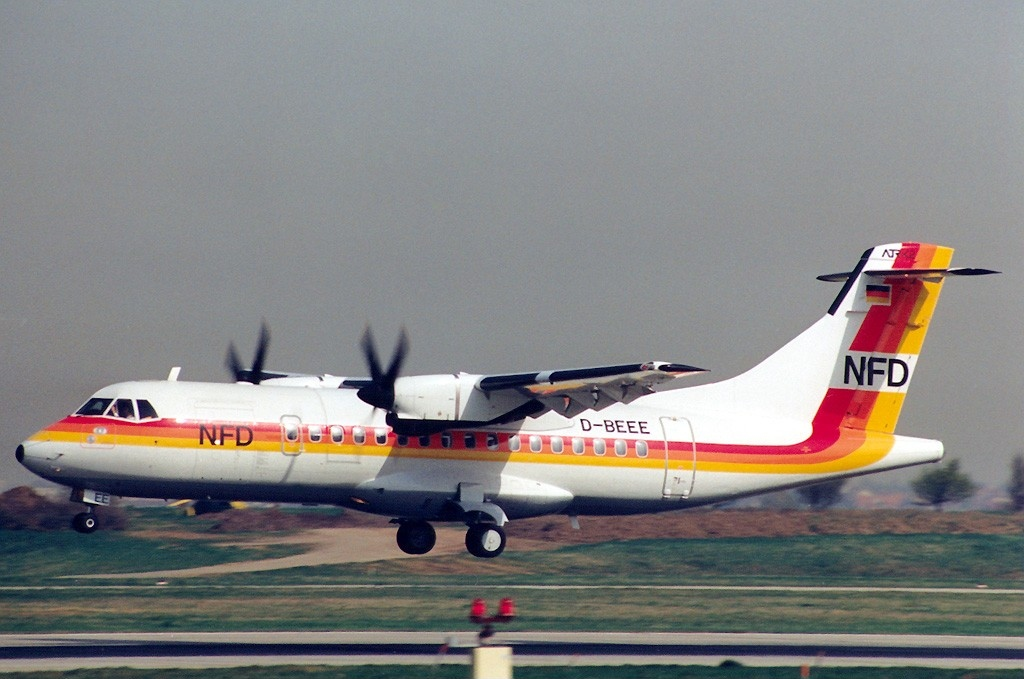
ATR 42
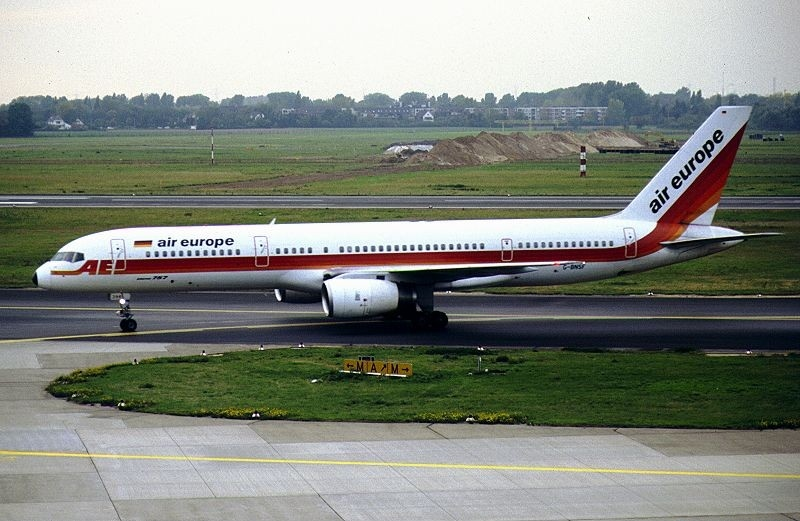
Boeing 757 der Air Europe betrieben durch den NFD

## Zwischenfälle
- Nach einem Werkstattflug musste 1977 eine Cessna 414 abgeschrieben werden.

- Am 14. April 1977 kollidierte die Cessna 414 (Luftfahrzeugkennzeichen D-INFD) des Nürnberger Flugdienst auf dem Flug von Karlsruhe nach Nürnberg bei Raitersaich in einem Schneesturm mit einem Hochspannungsmast; alle 6 Menschen an Bord starben.[2]

- Am 8. Februar 1988 stürzte ein Metroliner III des Nürnberger Flugdienst (D-CABB) auf dem Flug von Hannover nach Düsseldorf bei Kettwig infolge eines Blitzeinschlags und nachfolgenden Ausfalls aller elektrischen Systeme ab. Alle 21 Insassen starben (siehe auch Nürnberger-Flugdienst-Flug 108).[3]